# Проводник (Легенда о Корре)
«Проводник» (англ. The Guide) — девятый эпизод второго сезона американского мультсериала «Легенда о Корре».

## Сюжет
Джинора видит духов, которых не видят остальные, но врёт, что воображает себе друзей. В храм прибывает Корра и рассказывает о том, что происходило в последнее время. Она хочет закрыть южный портал в мир духов изнутри, и Тензин собирается провести её туда. Тем временем Уналак с детьми входит в этот портал, чтобы открыть северную дверь. На съёмочной студии Мако рассказывает Асами и Болину, что Варик — злодей, но они не верят и говорят ему отдохнуть. Асами обнимает парня, и Болин догадывается, что они снова вместе. Когда Мако уходит, люди Варика сообщают, что босс хочет поговорить с ним. Тензин пытается провести Аватара в мир духов, но у него не получается. Джинора снова видит духов, и её поведение при этом замечает тётя Кая. Когда Тензин вновь не может провести Корру в мир духов, он признаётся, что никогда там не был. Кая просит Джинору раскрыть всем правду, и девочка говорит духам показаться для всех. Они ведут людей к месту, более подходящему для перехода в мир духов.
Уналак, Эска и Десна используют магию воды в попытках открыть северный портал изнутри. Защитная реакция отбрасывает Десну, и ему становится очень плохо. Сестра бежит ему помочь, но отцу важнее его миссия. Эска уводит Десну из мира духов, а Уналак не может открыть портал. Варик предлагает Мако стать охранником в его фирме, чтобы защищать её и Асами с Болином, но парень отказывает. Летя к нужному месту, Корра рассказывает о первом Аватаре Ване, и Джинора вспоминает, что видела его светящуюся статую. Духи приводят людей, куда надо, и Тензин проводит обряд очищения места. Духи разлетаются, но появляются тёмные духи. Корре удаётся усмирить их. Это плоды учёбы у Уналака. Аватар извиняется перед Тензином, что отказывалась от его наставничества, и просит его поддержки сейчас. Асами приходит к Мако, и они целуются, но к нему также заявляется полиция. Тройная Угроза доложила ей о связи с Мако, и его квартиру обыскивают. Найдены подброшенные детонаторы, используемые при нападениях. Мако арестовывают и называют продажным копом, говоря Асами, что он отвлекал её, пока грабили склад «Future Industries». Он заявляет, что это дело рук Варика, но детективы ему не верят. Тензину всё же не удаётся проникнуть в мир духов, и тогда дочь уговаривает его разрешить ей провести Аватара. Джинора и Корра медитируют, попадая в мир духов. Уналак просит прощения у Ваату за провал, но тот отвечает, что Аватар жива и только что вошла в мир духов.

## Отзывы

Динамика оценок IGN к эпизодам 2 сезона мультсериала

Макс Николсон из IGN поставил эпизоду оценку 8,6 из 10 и подметил, что преданность Эски и Десны отцу «пошатнулась». Критик написал, что не удивится, «если они в какой-то момент решат объединиться с Болином, Мако и Асами (конечно, после того, как Болин получит возмездие от Эски)». Эмили Гендельсбергер из The A.V. Club поставила эпизоду оценку «B» и включила духов кроликов-стрекоз в свой «список самых милых животных во вселенной „Аватара“», назвав их «очаровательными».
Майкл Маммано из Den of Geek дал эпизоду 4,5 звёзд, не поставив все 5 из-за участия Лин Бейфонг в аресте Мако и «дерьмовых, утомительных романтических клише». Главный редактор The Filtered Lens, Мэтт Доэрти, поставил серии оценку «A-» и написал, что «настоящей звездой „Проводника“ был Тензин». Мордикай Кнод из Tor.com подметил, что «Корра уже была чрезвычайно просветлённым Аватаром». Рецензент из The Geekiary подчеркнул, что эпизод «заложил основу для остальной части сезона», и обратил внимание на «намёк», свидетельствующий о том, что «близнецы перейдут на сторону Корры ближе к концу».
Серия собрала 2,47 миллиона зрителей у телеэкранов США.